# Salomongråfågel
Salomongråfågel (Edolisoma holopolium) är en fågel i familjen gråfåglar inom ordningen tättingar.

## Utbredning och systematik
Salomongråfågeln förekommer i Salomonöarna och delas in i två underarter med följande utbredning:
- Edolisoma holopolium holopolium – Bougainville, Choiseul, Buka, Guadalcanal och Santa Isabel
- Edolisoma holopolium pygmaeum – Kolombangara och Vangunu

Sedan 2016 urskiljer Birdlife International och naturvårdsunionen IUCN pygmaeum som den egna arten "newgeorgiagråfågel". Tidigare inkluderades malaitagråfågeln i salomongråfågeln, men sedan 2024 urskiljs den som egen art. 

## Status
IUCN bedömer hotstatus för pygmaeum å ena sidan och övriga underarter å andra sidan var för sig, båda bestånd som nära hotade. Notera även att bedömningen för holopolium inkluderar malaitagråfågeln.